# Дудко, Даниил Андреевич
Дании́л Андре́евич Дудко́ (1921 — 2009) — советский и украинский инженер, специалист по сварке. 

## Биография
Родился 28 июля 1921 года в с. Попелюхи (ныне Винницкая область, Украина).
Окончил УПИ имени С. М. Кирова (1944). Кандидат технических наук (1953).
С 1944 года работал в ИЭСАН УССР имени Е. О. Патона. В 1954—1995 годах зав. отделом новых физико-химических процессов сварки, в 1962—1987 одновременно зам. директора института по научной части. С 2000 года советник дирекции ИЭСАНУ имени Е. О. Патона.
Доктор технических наук (1964), профессор (1965), член-корреспондент (1967), академик АН УССР (1978).
Умер 2 февраля 2009 года.

## Награды и премии
- Сталинская премия третьей степени (1950) — за разведку нового способа и создание автоматов и полуавтоматов шланговой сварки
- Ленинская премия (1963) — за участие в разработке и внедрении в промышленность процесса автоматической и полуавтоматической сварки в углекислом газе плавящимися электродами.
- Государственная премия УССР в области науки и техники (1972) — за разработку высокопродуктивных технологий плазменной обработки металлов.
- Государственная премия УССР в области науки и техники (1983) — за детонационное нанесение покрытий.
- премия Совета Министров СССР (1986) — за разработку безотходной экологически чистой технологии, заменяющей химические и гальванические технологии
- заслуженный деятель науки и техники УССР
- орден Кирилла и Мефодия I степени (1987; Болгария).